# Лавренцов Олександр Сергійович
Олександр Сергійович Лавренцов (нар. 15 грудня 1972, Ізмаїл, Одеська область, УРСР) — український футболіст, воротар. Тренер воротарів молодіжного складу «Чорноморця».

## Клубна кар'єра

### Перші кроки
Народився в місті Ізмаїл, Одеської області. Вихованець місцевої ДЮСШ та харківського УФК.
Першим дорослим клубом Олександра став «Дунаєць» (Ізмаїл). У 1992 році «Дунаєць», ворота якого захищав Лавренцов, в чемпіонаті області посів 4-те місце. В двох наступних сезонах в складі ізмаїльського клубу Олександр уже виступав у першості серед кфк. Протягом цих сезонів його команда посідала 11-те (серед 14-ти команд-учасниць) та 7-ме (з 17-ти) місця відповідно.

### Вояж до Молдови та «Верес»
Своїми впевненими виступами на аматорському рівні привернув до себе увагу представника вищого дивізіону молдовського футболу Спортул Студенцеск. Сезон 1994/95 років, дебютний на професіональному рівні, виявився для Олександра досить вдалим. Його команда посіла 11-те місце серед 14-ти команд-учасниць.
Сезон 1995/96 років Лавренцов провів уже в Україні, в складі рівненського «Вереса», який на той час виступав у першій лізі чемпіонату України. Дебютував у новій команді 28 серпня 1995 року в програному (0:1) виїзному поєдинку 7-го туру першої ліги чемпіонату України проти полтавської «Ворскли». Лавренцов відіграв увесь поєдинок. У рівненському клубі йому довелося конкурувати за місце в основному складі з більш досвідченими Валерій Паламарчук та Валодимир Марчук. Завдяки цьому Олександр зіграв 26 матчів з 42-ох. 

### «Миколаїв» та «Кривбас»
Вдала гра Лавренцова привернула увагу більш сильного клубу, СК «Миколаїв». У футболці корабелів дебютував 4 серпня 1996 року в переможному (4:0) домашньому поєдинку 1-го туру першої ліги чемпіонату України проти СК «Одеса». Лавренцов вийшов у стартовому складі та відстояв ворота своєї команди «на нуль». У новому сезоні Олександр зіграв у всіх матчах своєї команди (лише в двох з них його змінювали на останніх хвилинах матчів). За підсумками сезону корабели фінішували 7-ми. А вже в сезоні 1997/98 років під керівництвом Анатолія Заяєва допоміг «Миколаєву» тріумфувати в першій лізі чемпіонату України.
Не встигнувши відсвяткувати цей успіх разом з корабелами, Олександр перейшов до клубу вищої ліги чемпіонату України, криворізького «Кривбасу». У складі криворізької команди дебютував 7 липня 1998 року в переможному (1:0) домашньому поєдинку 1-го туру вищої ліги чемпіонату України проти кіровоградської «Зірки». Олександр вийшов на поле в стартовому складі й відстояв ворота свого клубу «на нуль». Ці два сезони стали найуспішнішими в кар'єрі Лавренцова. У сезонах 1998/99 (відіграв в усіх матчах без замін) та 1999/00 років він ставав бронзовим призером. У 2000 році разом з криворізькою командою став фіналістом кубку України. У фінальному ж поєдинку Кривбас з мінімальним рахунком (0:1) поступився київському «Динамо». Був учасником двох розіграшів Кубку УЄФА. Олександр же був на футбольному полі в першому з цих розіграшів, де «Кривбасу» протистояи азербайджанський «Шамкір» та італійська «Парма». Цікавим є той факт, що у протистоянні з «Пармою» ворота італійців у той час захищав ще зовсім молодий Джанлуїджі Буффон.

### Росія
В середині 2000 року перейшов до російських «Крил Рад», які на той час боролися за збереженні свого місця в еліті російського футболу. Дебютував за самарський клуб 8 липня 2000 року в програному (0:2) домашньому поєдинку 16-го туру Вищої ліги чемпіонату Росії проти московського «Локомотив». Лавренцов вийшов у стартовому складі та відіграв увесь матч. Олександр одразу ж завоював місце в стартовому складі й допоміг клубу зберегти місце у вищій лізі чемпіонату Росії. У 2001 та 2002 роках справи в самарського клубу йшли добре. Команда двічі поспіль займала 5-те місце, проте Лавренцов випав з основного складу. Протягом цього часу він зіграв лише 11 матчів чемпіонату. Як наслідок Олександр перейшов на правах оренди до іншого клубу російської прем'єр-ліги «Торпедо-Металурга», який боровся за виживання. За московську команду дебютував 2 квітня 2003 року в нічийному (0:0) виїзному поєдинку 1/8 фіналу Кубку РФПЛ проти московського «Локомотива». Лавренцов вийшов на поле в стартовому складі й відіграв увесь матч. Зрештою, команда виконала завдання й посіла підумкове 14-те місце. Олександр же підвищив конкуренцію в клубі на воротарській позиції. Фактично зіграв по рівну матчів як за основний, так і за дублюючий склад команди. У 2004 році повернувся до Самари, але в клубі на нього більше не розраховували, тому він виступав виключно за дубль. 
У березні — квітні 2005 року виступав у харківському «Арсеналі». У футболці харківської команди дебютував 12 березня 2005 року в нічийному (1:1) домашньому поєдинку 18-го туру першої ліги чемпіонату України проти алчевської «Сталі». Лавренцов вийшов у стартовому складі та відіграв увесь матч. У складі «Арсеналу» зіграв 4 матчі, в яких пропустив 5 м'ячів. Решту сезону 2005 років виступав у першоліговому ФК «Орел». Дебютував за команду з однойменного міста 29 липня 2005 року в програному (0:2) виїзному поєдинку 24-го туру першого дивізіону проти курського «Авангарду». Лавренцов вийшов у стартовому складі та відіграв увесь матч. Того сезону Олександр зіграв однакову кількість матчів зі своїм партнером по команді, а «Орел» посів 6-те місце. Наступний же сезон для Лавренцова вийшов провальним, незважаючи на 30 зіграних матчів, його команда за підсумками чемпіонату понизилася в класі, а Лавренцов залишив російську команду.

### Повернення в «Миколаїв»
Другу частину сезону 2006/07 років провів у складі «Миколаєва». Повторно дебютував за корабелів 19 березня 2007 року в програному (0:1) домашньому поєдинку 22-го туру першої ліги чемпіонату України проти київського «Динамо-2». Олександр вийшов на поле в стартовому складі та відіграв увесь матч. Зіграв 6 матчів, в яких пропустив лише 2 м'ячі. Миколаївці посіли 13-те місце в чемпіонаті. В сезоні 2007/08 років продовжував бути другим воротарем, в той час як номером один став Олександр Гайдаржи. МФК «Миколаїв» посів 10-те місце, але через фінансові проблеми команда знялася з розіграшу першої ліги. Тому сезон 2008/09 років корабели розпочали вже в другій лізі. Команду залишили багато ключових гравців, тому її доводилося будувати з тих футболістів, які залишилися. В цій ситуації Лавренцов виявився найдосвідченішим гравцем, тому саме Олександр став новим капітаном команди. У першій частині нового сезону він відіграв усі матчі, за виключенням одного. Проте під час зимової перерви команду залишив В'ячеслав Мазараті, а на його місце прийшов Михайло Калита, який не бачив Олександра в команді. Тому Лавренцов змушений був залишити команду.

### Виступи в одеських клубах
На час відходу з Миколаєва Олександру виповнилося 37 років. Проте він продовжив футбольну кар'єру, виступаючи в аматорських клубах Миколаєва й Херсона. Згодом перейшов до одеського «Рішельє».
Проте вже наступного року повернувся до професійного футболу. Підписав контракт з овідіопольським «Дністром». Дебютував за клуб з Одещини 14 березня 2010 року в нічийному (0:0) домашньому матчі 17-го туру першої ліги чемпіонату України проти кіровоградської «Зірки». Олександр вийшов на поле в стартовому складі та відіграв увесь поєдинок. У складі овідіопольського клубу зіграв 36 матчів, в яких пропустив 37 м'ячів.
В липні 2011 року перейшов до ФК «Одеси». Дебютував за одеситів 16 липня 2011 року в нічийному (2:2) домашньому поєдинку проти бурштинського «Енергетика» Олександр у тому матчі вийшов у стартовому складі. Першу «суху» гру в футболці «Одеси» в чемпіонаті України провів 13 серпня 2011 року проти білоцерківського «Арсеналу». У футболці одеситів в чемпіонаті України зіграв 24 матчі, в яких пропустив 28 м'ячів.

## Кар'єра в збірній
Завдяки успіхам на клубному рівні на Олександра звернули увагу й у збірній Україні. У 1999 році Йожеф Сабо декілька разів викликав його до табору збірної. Проте дебютувати в футболці головної футбольної збірної країни йому так і не судилося, в цей час не по рокам зрілу гру демонстрував Олександр Шовковський. Тим не менше Лавренцов двічі був другим воротарем на матчах кваліфікації до чемпіонату світу, 5 червня 1999 року проти Андорри (4:0) та 4 вересня 1999 року проти Франції (0:0). У першому поєдинку основним воротарем був Валерій Воробйов, а в другому Олександр Шовковський, який встиг відновитися після отриманої травми.

## Кар'єра тренера
Ще будучи гравцем «Дністра» та «Одеси» виконував функції тренера. По завершенні активної ігрової кар'єри зосередився на тренерській діяльності. З січня 2013 року був тренером воротарів у командах U-21 та U-19 одеського «Чорноморця». З серпня 2015 року тренує воротарів у головній команді «Чорноморця».

## Досягнення

### Командні
- Вища ліга чемпіонату України
  -  Бронзовий призер (2): 1999, 2000

- Кубок України
  -  Фіналіст (1): 2000

- Перша ліга чемпіонату України
  -  Чемпіон (1): 1998
  -  Срібний призер (1): 2005

### Індивідуальні
- Потрапив до списку 33 найкращих футболістів року в Україні: 1999 (№ 3)
- 8 місце в за кількістю «сухих» хвилин у Вищій лізі: 574 хв. (1998/99-1999/00)
- Рекордсмен клубу «Крила Рад» в категорії «найбільша кількість матчів без пропущених м'ячів у Вищій лізі»: 13 матчів
- Рекордсмен клубу «Крила Рад» в категорії «найнадійніший воротар у Вищому дивізіоні»: 20 пропущених м'ячів у 26-ти матчах.